# Anua samoënsis
Anua samoënsis là một loài bướm đêm trong họ Erebidae.